# Roberto Brusati
Roberto Brusati (Milano, 3. srpnja 1850. – Santa Margherita Ligure, 23. studenog 1935.) je bio talijanski general i vojni zapovjednik. Tijekom Prvog svjetskog rata zapovijedao je 1. armijom na Talijanskom bojištu.

## Vojna karijera
Roberto Brusati je rođen 3. srpnja 1850. godine u Milanu. Sin je Giuseppea i Terese Aman. I Robertov stariji brat Ugo odabrao je vojni poziv, te je tijekom Prvog svjetskog rata obnašao dužnost pobočnika kralja Viktora Emanuela III. Roberto vojno školovanje započinje pohađajući od 1863. vojnu školu, najprije u Firenzi, te potom u Milanu. Od 1866. pohađa Kraljevsku vojnu akademiju u Torinu koju završava 1869. godine. Priključen je Glavnom stožeru, te pohađa dodatno školovanje u Ratnoj školi u Torinu. Promaknut je u poručnika, te je raspoređen na službu u 3. topničku pukovniju, a nakon toga u vojno zapovjedništvo u Rimu i Milanu. Godine 1876. dodijeljen je Topografskom institutu u Firenzi gdje se nalazi na službi idućih šest godina. Tijekom navedene službe, 1877. godine, unaprijeđen je u čin satnika. Godine 1881. sklapa brak s Emmom Ferguson, bogatom Amerikankom koja je živjela u Firenzi. Nakon toga od 1884. služi u 64. pješačkoj pukovniji smještenoj najprije u Milanu, te potom u Foggiji. Te iste godine unaprijeđen je u čin bojnika. Potom je 1888. promaknut u čin potpukovnika, dok čin pukovnika dostiže u prosincu 1892. kada je imenovan zapovjednikom 22. pješačke pukovnije sa sjedištem stožera u Messini.
Godine 1896. postaje načelnikom stožera IX. korpusa u Rimu, da bi u prosincu 1898. bio promaknut u čin general bojnika. Te iste godine imenovan je zapovjednikom Brigade Messina smještene u Cataniji, te potom u Rimu i Catanzaru. U kolovozu 1905. promaknut je u čin general poručnika, te je postao zapovjednikom Divizije Ravenna. Godine 1910. imenovan je zapovjednikom I. korpusa sa sjedištem stožera u Torinu. U svibnju 1914. određen je za zapovjednika armije u slučaju izbijanja rata. Te iste godine 30. prosinca 1914. imenovan je senatorom na koju dužnost je prisegnuo 22. ožujka 1915. godine  

## Prvi svjetski rat
Nakon ulaska Italije u rat na strani Antante Brusati je, kako je bilo predviđeno, imenovan zapovjednikom 1. armije. Navedena armija, koja se sastojala od šest divizija i imala sjedište stožera u Veroni, držala je liniju između švicarske granice i Gardskog jezera, te je prema talijanskom ratnom planu imala defenzivnu zadaću s obzirom na to da je trebala sprječavati eventualni austrougarski prodor kroz Tirol. U navedenom je bila uspješna, iako je na početku rata armija izvela i neke ofenzivne operacije ograničenog dosega.
U ožujku 1916. do talijanske vojske doprijele su prve informacije da austrougarska vojska priprema veliku ofenzivu na tirolskom dijelu bojišta koji je držala 1. armija. Načelnik Glavnog stožera talijanske vojske Luigi Cadorna je stoga 1. armiji uputio pojačanje od pet divizija, te naredio da prijeđe o strogu defenzivu i da glavnina ljudstva ne bude na prednjim položajima. Brusati je učinio upravo suprotno. Pojačanja je rasporedio u prednje položaje tako da su bili laka meta austrougarskom topništvu, a 1. travnja 1915. započeo je i ograničeni ofenzivni napad koji je imao samo djelomičan uspjeh. U drugoj polovici travnja 1916. Cadorna je obišao položaje 1. armije, te je utvrdio da je i dalje previše vojnika raspoređeno na prednje položaje, da defenzivni položaji nisu izgrađeni, te da njegove naredbe nisu provedene. Odlučio je smijeniti Brustija, te je Brusati 8. svibnja 1916. smijenjen. Na mjestu zapovjednika 1. armije zamijenio ga je Guglielmo Pecori Giraldi. Idućeg tjedna, 15. svibnja 1916. započela je austrougarska Tirolska ofenziva koja je snažno uzdržala talijanske položaje u Tirolu tako da su hitno upućena pojačanja sa Soče. Tražio se krivac za tešku situaciju, te je talijanska Vlada javno objavila 28. svibnja da je Brusati umirovljen, dok je Cadorna protiv njega pokrenuo postupak pred vojnim sudom zbog izdaje, koji vojni sud se nikada nije povodom toga sastao. Javnost, koja je smatrala Brustaija glavnim krivcem za talijanske neuspjehe, bila je ogorčena, tako da policija više nije mogla garantirati njegovu sigurnost, pa je jedno vrijeme Brusati stanovao na tajnoj lokaciji. Do kraja rata nije davao izjave, a niti je dobio novo zapovjedništvo.

## Poslije rata
Nakon završetka rata Brusati je rehabilitiran. Komisija koja je vodila istragu o uzrocima talijanskog poraza kod Kobarida poništila je odluku o njegovom umirovljenju, te je ponovno vraćen u vojnu službu s retroaktivnim učinkom. Dana 3. studenog 1922. ministar rata Armando Diaz odlikovao ga je Vojnim križem za ratne zasluge, te promaknuo u čin generala armije. Konačno je umirovljen 1926. godine.
Preminuo je 23. studenog 1935. godine u 86. godini u Santa Margheriti Ligure.

## Vanjske poveznice
(tal.) Roberto Brusati na stranici Treccani.it

(tal.) Roberto Brusati na stranici Senato.it  Arhivirana inačica izvorne stranice od 24. kolovoza 2021. (Wayback Machine)

(tal.) Roberto Brusati na stranici Notiziedalfronte.it

(rus.) Roberto Brusati na stranici Hrono.ru